# Río Hurtado
El río Hurtado es un curso de agua que drena el norte de la hoya hidrográfica del río Limarí. Nace en la Región de Coquimbo (Chile) de la confluencia de varias quebradas provenientes de la cordillera de los Andes, aproximadamente a 30,26º de latitud sur y 71° de longitud oeste.
Francisco Solano Asta-Buruaga y Cienfuegos llama a este río Guamalata en su curso superior, hasta su paso por Río Hurtado (comuna).

## Trayecto
El río nace en la cordillera andina, en las laderas de los pasos fronterizos Barahona, cordillera de Doña Rosa y Miranda. Algunos de sus fuentes drenan el norte de la Cordillera de Doña Rosa que lo separa de la hoya del río Los Molles, subafluente del río Grande. El río tiene una longitud de aproximadamente 125 km. En su primera mitad, en su inicio recibe a su primer afluente al río Ternero y se dirige al NO hasta el pueblo de Hurtado (Coquimbo), que es el punto más boreal de su trayecto, con un camino sensiblemente paralelo al del río Claro (Elqui), afluente del río Elqui. En Hurtado gira hacia el SO y en el pueblo del puerto por su ribera derecha recibe al río Chacay y continua en esa dirección hasta el Embalse Recoleta (con capacidad útil de 100 millones m³). En Puntilla de Peñones, a 4 km al antes de la ciudad de Ovalle, se une al río Grande (Limarí) para formar el río Limarí, que lleva sus aguas al mar.: 278 
El río Hurtado no tiene afluentes de importancia y constituye el único y gran dren de la parte norte de la cuenca del Limarí.

## Caudal y régimen
Sobre su régimen escribe el informe de la Dirección General de Aguas: 43 : "es posible observar que esta estación [San Agustín] muestra un régimen netamente nival, con sus mayores caudales entre octubre y enero, producto de deshielos. Muestra muy poca influencia pluvial, salvo en el caso de años muy secos, en los cuales los caudales son muy uniformes a lo largo del año, presentándose los mayores entre julio y septiembre, producto de lluvias invernales."

Curvas de variación estacional
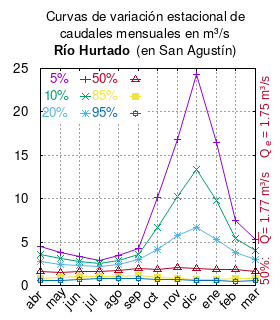
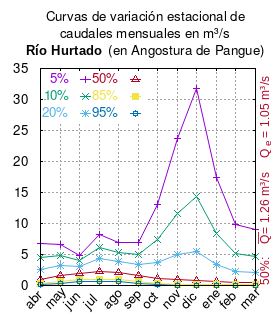

El caudal del río (en un lugar fijo) varía en el tiempo, por lo que existen varias formas de representarlo. Una de ellas son las curvas de variación estacional que, tras largos periodos de mediciones, predicen estadísticamente el caudal mínimo que lleva el río con una probabilidad dada, llamada probabilidad de excedencia. La curva de color rojo ocre (con {\displaystyle {\color {Red}\vartriangle }}) muestra los caudales mensuales con probabilidad de excedencia de un 50%. Esto quiere decir que ese mes se han medido igual cantidad de caudales mayores que caudales menores a esa cantidad. Eso es la mediana (estadística), que se denota Qe, de la serie de caudales de ese mes. La media (estadística) es el promedio matemático de los caudales de ese mes y se denota {\displaystyle {\overline {Q}}}. 
Una vez calculados para cada mes, ambos valores son calculados para todo el año y pueden ser leídos en la columna vertical al lado derecho del diagrama. El significado de la probabilidad de excedencia del 5% es que, estadísticamente, el caudal es mayor solo una vez cada 20 años, el de 10% una vez cada 10 años, el de 20% una vez cada 5 años, el de 85% quince veces cada 16 años y la de 95% diecisiete veces cada 18 años. Dicho de otra forma, el 5% es el caudal de años extremadamente lluviosos, el 95% es el caudal de años extremadamente secos. De la estación de las crecidas puede deducirse si el caudal depende de las lluvias (mayo-julio) o del derretimiento de las nieves (septiembre-enero).

## Historia
Francisco Solano Asta-Buruaga y Cienfuegos escribió en 1899 en su obra póstuma Diccionario Geográfico de la República de Chile sobre el río:
Guamalata.—-Río del departamento de Ovalle que baña su sección nordestal. Nace por los 30° 32' Lat. y 70° 10' Lon. en las vertientes del lado norte de la sierra de Doña Rosa; corre hacia el NO. hasta Chañar, poco más al E. de la aldea de Hurtado, cuyo nombre también toma; de allí tuerce al SO. y, prosiguiendo en esta dirección más ó menos, va á reunirse á corta distancia al O. de la aldea de su título, con el río de Guatulame y formar con éste el de Ovalle ó Limarí, al cabo de unos 100 kilómetros de curso. Es ordinariamente de riberas ceñidas, á corto trecho del cauce, por series de cerros medianos y áridos. En ellas se encuentran los caseríos y fundos de Cortadera, Guamalata, Higuerillas, Hurtado, Recoleta, Samo Alto, Samo Bajo, Serón, Villa Seca, &c.
Luis Risopatrón lo describe en su Diccionario jeográfico de Chile (1924):: 27 
Hurtado (Río). Recibe las aguas de las faldas W del cordón limitáneo con Arjentina, corre hacia el NW i baña varias vegas pastosas hasta Puquíos, donde la quebrada se estrecha hasta Quebradita, en cuyo trayecto el sendero cruza varias veces el río, de una a otra ribera; se ensancha enseguida, muestra los primeros potreros alfalfados, pasa al costado S de la aldea de aquel nombre, vuelve hacia el SW, en un valle bastante ancho con bastantes cultivos i se junta con el río Grande para formar el Limarí, a corta distancia al NE de la ciudad de Ovalle. Tiene 130 km de largo y 2425 km² de hoya hidrográfica con pendientes que varían de 4% entre la quebrada de El Ternero i las Casas de San Agustín, a 2,8% hasta Cortadera i 1,3% hasta Ovalle. Casi todos sus afluentesson torrentes que se secan durante la temporada de verano, por lo que su caudal no es mui considerable, unos 5 metros cúbicos de agua en término medio, la que se aprovecha en varias partes para riego, ofrece vados en cualquier tiempo.